# كلية السلامة للعلوم والتكنولوجيا
كلية السلامة للعلوم والتكنولوجيا هي كلية سودانية خاصة تأسست عام 2014، وتقع في مدينة الخرطوم بحري

## التخصصات

### برامج البكالريوس
- 1.    بكالوريوس الهندسة الكهربائية (القدرة - التحكم) 2.    بكالوريوس الهندسة الميكانيكية (القدرة – الانتاج) 3.    بكالوريوس هندسة العمارة 4.    بكالوريوس الهندسة المدنية 5.    بكالوريوس الهندسة الطبية الحيوية 6.    بكالوريوس الطب والجراحة 7.    بكالوريوس الشرف في علوم المختبرات الطبية 8.    بكالوريوس علوم التمريض 9.    بكالوريوس الشرف في تقانة المعلومات 10. بكالوريوس العلوم الإدارية (المحاسبة وتمويل – الموارد البشرية) 11. بكالوريوس الشرف في القانون

### برامج الدبلوم
- الهندسة الكهربائية
- الهندسة المدنية
- التصميم الداخلي

## وصلات خارجية
- الموقع الرسمي لكلية السلامة (بالعربية)
- الموقع الرسمي لكلية السلامة (بالإنجليزية)